# 中化集团
中国中化集团有限公司，简称中化集团，是中华人民共和国一家主要從事石油、化肥、化工产品贸易、分销及物流，原油、燃料油、天然橡胶期货；境外油气资源勘探开发，石油炼制，化学矿采选，化肥和化工品生产；酒店、房地产开发经营的特大型中央企业。
中化集团是国有大型骨干企业。2018年，中化集团在财富世界500强中排名第98位。作为中国中央企业之一，中化在国内外有200多家分支机构，旗下有中化国际，中华化肥，方兴地产，中国种子集团公司等子公司。

## 历史

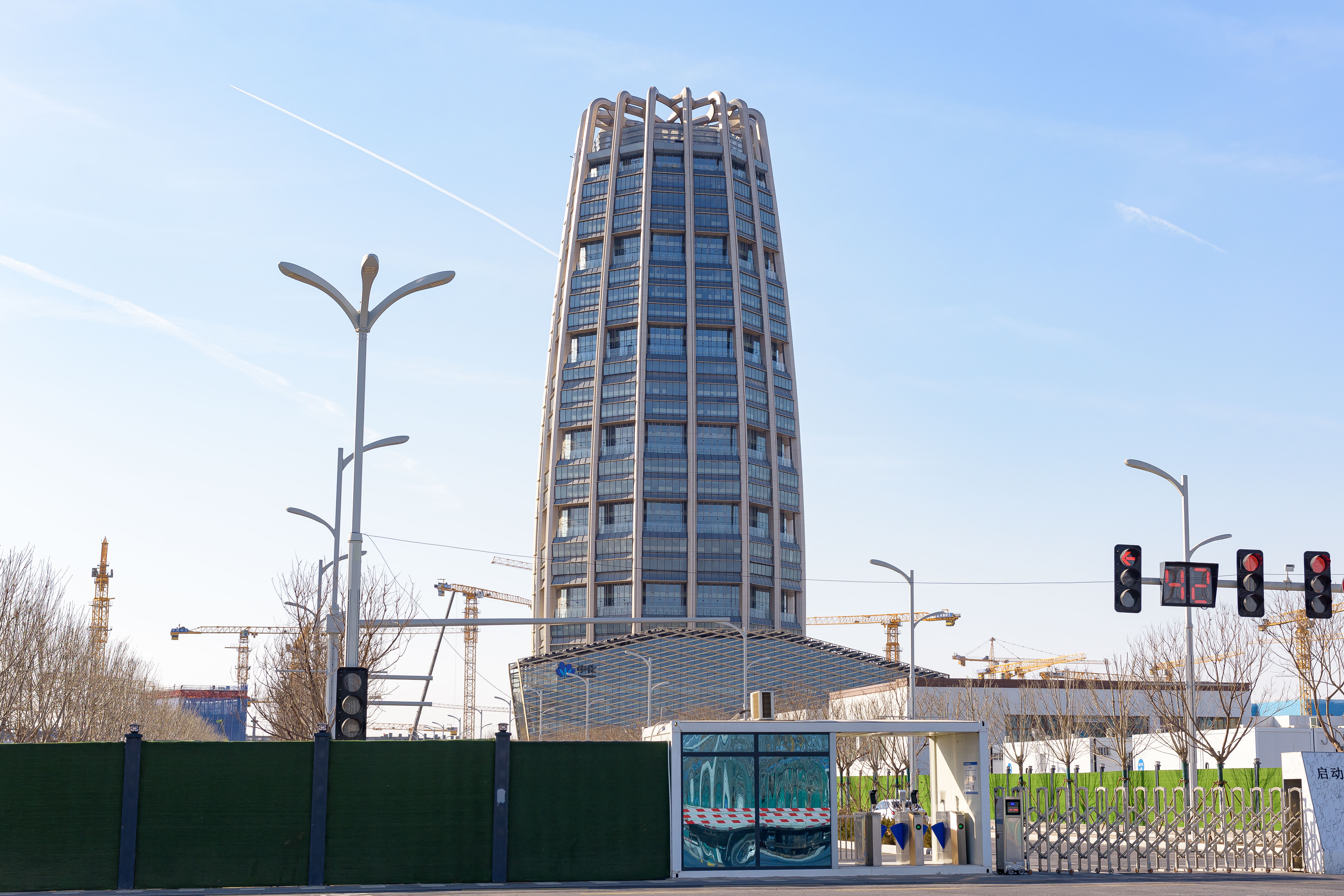
已大致完工的雄安中化大厦（2025年2月摄）

1950年3月10日中央人民政府政务院第23次会议通过《关于统一全国国营贸易实施办法的决定》，为统一全国国营贸易，完成国家进出口计划，领导国内市场，调节全国和地方的物资供求，促进国家生产事业的迅速恢复与发展，设立全国范围的对外贸易专业总公司——中国进口公司，任命卢绪章为经理。1951年1月8日，中国进出口公司（简称“中进出”）筹备组成立，人员来源以原中国进口公司及其华北区公司为基础。2月13日，中国进出口公司接受中央贸易部委托，代为领导香港机构有关进出口公司的业务。1951年3月1日公司在天津正式开业，主要任务是打破西方国家对中国实行的“封锁”、“禁运”，开展对资本主义国家的贸易。张化东任公司经理，副经理倪蔚庭。1953年7月6日，中国进出口公司与英国工商业贸易代表团（后为“48家集团”）签订多项贸易协议。
在60年代更名为中国化工进出口总公司，70年代时中化打开了中国原油的出口渠道，同时大量出口化工产品和进口化肥、农药等物资。
80年代中化开始进行国际化经营试点，并且开始拓展业务领域，1989年，中化集团首次进入世界500强。90年代随着改革开放的持续深入，中化开始推行市场化发展战略，实施战略转型，成为一家多元化集团化的综合贸易公司。2000年，中化集团成为中央直接管理的国有重点骨干企业之一，2003年11月10日，中化集团全称更名为中国中化集团公司，2007年中化通过资产重组收购了中国种子集团公司和沈阳化工研究院，同年中化旗下的方兴地产在香港上市成功。2011年3月30日，中化旗下的远东宏信在香港上市成功。
2005年12月，由中国中化集团公司和法国道达尔集团共同投资成立的合资企业中化道达尔在北京成立。
2021年5月8日，中化集团与中国化工集团联合重组的新央企——中国中化控股有限责任公司（简称中国中化，英文简称Sinochem Holdings）在北京成立，中共中央政治局常委、国务院总理李克强作出重要批示。

## 业务范围
中化集团的主要业务范围涉及农业、能源、化工、地产、金融等领域。
截至2016年10月，中化集团旗下共有8家上市公司：
- A股公司：中化国际、扬农化工、江山股份、英特集团；
- 港股公司：包括中国金茂、中化化肥、远东宏信；新三板公司金茂投资。

在能源领域，中化集团已有数十年从事石油业务的历史， 近年来，在增强国际贸易和仓储物流等传统优势的同时，实现了上游勘探开发业务的历史性突破，成为在行业内具有重要影响力的国家石油公司。中化是中国第四大石油公司，业务范围包括石油勘探、原油、燃料油、轻质油、仓储物流和炼化等。在石油贸易方面，中化在改革开放之后中化成为了非常重要的石油进口企业，除原油进口之外还大规模进行转口贸易。
在农业领域，中化集团是中国最大的全肥种、产供销一体化运作的化肥企业，并在农药研发、生产、销售和种子制种、加工领域保持行业领先。中化收购了中国种子集团公司，同时中化还是中国最大的化肥供应分销商，在农药的研发和生产也一直是中化的优势业务。
在化工领域，中化集团在氟化工、天然橡胶、化工物流等细分领域保持领先优势，并在染料、医药研发和营销方面有着重要影响，是中国领先的化工产品综合服务商。
在金融领域，中化集团向市场提供多种金融产品和服务，旗下的外贸信托、远东租赁、诺安基金、中宏人寿等企业均在各自领域具有较强的市场地位和行业影响力 。
在地产领域，中化集团致力于高端酒店和商用物业的专业化开发运营 ，投资控股的金茂大厦和凯晨世贸中心已经成为上海浦东和北京西长安街的地标性建筑。
在油頁岩领域，美國先鋒自然資源公司（Pioneer Natural Resources）2013年1月30日宣布，將向中国中化集团公司（Sinochem Group）出售美國德州Wolfcamp頁岩油氣田40%股權，交易總價為17億美元。

## 美國制裁
2020年8月，美國國防部將中化集團列為中國人民解放軍支持的幾家公司之一。
2020年11月，唐納德·川普發布行政命令，禁止任何美國公司或個人持有美國國防部列為與中國人民解放軍有聯繫公司的股票，其中包括中化集團。